# Austria's Next Topmodel (mùa 8)
Mùa thứ tám của Austria's Next Topmodel (hoặc là Austria's Next Topmodel #BEaBRAND) được tổ chức vào tháng 11 năm 2017 tới tháng 12 năm 2017.
Người chiến thắng là Isak Omorodion, 21 tuổi đến từ Oberösterreich. Anh giành được giải thưởng gồm một hợp đồng người mẫu với Wiener Models, một hợp đồng phát triển tài năng với Studio 71 Vienna trong 1 năm, lên ảnh bìa tạp chí của Men's Health, một chiếc Audi Q2, một voucher du lịch tới Milano trị giá €1.000 từ Urlaubspiraten.

## Các thí sinh
(Tuổi tính từ ngày dự thi)
| Đội    | Thí sinh | Thí sinh             | Tuổi | Chiều cao              | Quê quán         | Bị loại ở | Hạng               |
| ------ | -------- | -------------------- | ---- | ---------------------- | ---------------- | --------- | ------------------ |
| Daniel |          | Lisa Puttinger       | 21   | 1,76 m (5 ft 9+1⁄2 in) | Oberösterreich   | Tập 1     | 15                 |
| Marina |          | Theresa Steinkellner | 21   | 1,73 m (5 ft 8 in)     | Styria           | Tập 2     | 14 (dừng cuộc thi) |
| Daniel |          | Christian Benesch    | 21   | 1,83 m (6 ft 0 in)     | Viên             | Tập 2     | 13                 |
| Marina |          | Jules Baumgartner    | 20   | 1,80 m (5 ft 11 in)    | Viên             | Tập 3     | 12                 |
| Daniel |          | Doina Barbaneagra    | 25   | 1,71 m (5 ft 7+1⁄2 in) | Viên             | Tập 3     | 11                 |
| Marina |          | Edvin Franijc        | 25   | 1,87 m (6 ft 1+1⁄2 in) | Niederösterreich | Tập 4     | 10                 |
| Daniel |          | Daniela Kuperion     | 18   | 1,70 m (5 ft 7 in)     | Tyrol            | Tập 6     | 9                  |
| Marina |          | Lukas Schlinger      | 25   | 1,83 m (6 ft 0 in)     | Viên             | Tập 6     | 8                  |
| Daniel |          | Julia Forstner       | 21   | 1,74 m (5 ft 8+1⁄2 in) | Niederösterreich | Tập 6     | 7                  |
| Daniel |          | Max Gombocz          | 20   | 1,87 m (6 ft 1+1⁄2 in) | Tyrol            | Tập 7     | 6–5                |
| Marina |          | Sanda Gutic          | 23   | 1,77 m (5 ft 9+1⁄2 in) | Kärnten          | Tập 7     | 6–5                |
| Marina |          | Allegra Bell         | 21   | 1,73 m (5 ft 8 in)     | Styria           | Tập 8     | 4                  |
| Marina |          | Peter Mairhofer      | 20   | 1,84 m (6 ft 1⁄2 in)   | Tyrol            | Tập 8     | 3–2                |
| Daniel |          | Simone Sevignani     | 26   | 1,83 m (6 ft 0 in)     | Tyrol            | Tập 8     | 3–2                |
| Daniel |          | Isak Omorodion       | 21   | 1,87 m (6 ft 1+1⁄2 in) | Oberösterreich   | Tập 8     | 1                  |

## Kết quả
| 1  | Theresa   | Doina     | Allegra    | Allegra | Allegra       | Isak    | Isak    | Simone  | Isak         |  |  |  |  |  |  |  |  |  |  |  |
| 2  | Edvin     | Julia     | Simone     | Max     | Isak          | Simone  | Allegra | Peter   | Peter Simone |  |  |  |  |  |  |  |  |  |  |  |
| 3  | Max       | Allegra   | Edvin      | Simone  | Julia         | Peter   | Peter   | Isak    | Peter Simone |  |  |  |  |  |  |  |  |  |  |  |
| 4  | Allegra   | Max       | Sanda      | Peter   | Max           | Max     | Simone  | Allegra |              |  |  |  |  |  |  |  |  |  |  |  |
| 5  | Jules     | Sanda     | Peter      | Lukas   | Peter         | Sanda   | Max     |         |              |  |  |  |  |  |  |  |  |  |  |  |
| 6  | Lisa      | Daniela   | Daniela    | Daniela | Sanda         | Allegra | Sanda   |         |              |  |  |  |  |  |  |  |  |  |  |  |
| 7  | Sanda     | Edvin     | Julia      | Isak    | Simone        | Julia   |         |         |              |  |  |  |  |  |  |  |  |  |  |  |
| 8  | Isak      | Simone    | Max        | Sanda   | Daniela Lukas | Lukas   |         |         |              |  |  |  |  |  |  |  |  |  |  |  |
| 9  | Doina     | Peter     | Isak Lukas | Julia   | Daniela Lukas | Daniela |         |         |              |  |  |  |  |  |  |  |  |  |  |  |
| 10 | Lukas     | Lukas     | Isak Lukas | Edvin   |               |         |         |         |              |  |  |  |  |  |  |  |  |  |  |  |
| 11 | Christian | Jules     | Doina      |         |               |         |         |         |              |  |  |  |  |  |  |  |  |  |  |  |
| 12 | Daniela   | Isak      | Jules      |         |               |         |         |         |              |  |  |  |  |  |  |  |  |  |  |  |
| 13 | Peter     | Christian |            |         |               |         |         |         |              |  |  |  |  |  |  |  |  |  |  |  |
| 14 | Julia     | Theresa   |            |         |               |         |         |         |              |  |  |  |  |  |  |  |  |  |  |  |
| 15 | Simone    |           |            |         |               |         |         |         |              |  |  |  |  |  |  |  |  |  |  |  |

     Thí sinh bị loại
     Thí sinh dừng cuộc thi
     Thí sinh bị loại trước phòng đánh giá
     Thí sinh được miễn loại
     Thí sinh không bị loại khi rơi vào cuối bảng
     Thí sinh chiến thắng cuộc thi
- Tập 1 là tập casting.
- Trong tập 6, vì giành được tấm ảnh đẹp nhất nên Isak được tiến thẳng vào chung kết còn Daniela bị loại vì có tấm ảnh tệ nhất trong tất cả.

### Buổi chụp hình
- Tập 1: Đồ bơi (casting)
- Tập 2: Người khỏa thân và người không khỏa thân
- Tập 3: Ảnh thẻ trắng đen; Thời trang tiêu cực trong nhà thờ
- Tập 4: Lãng mạn trên chuyến tàu Phương Đông
- Tập 5: Tạo dáng với cố vấn của họ
- Tập 6: Phong cách Candyland với Lilly Becker
- Tập 7: Ảnh bìa tạp chí Men's Health & Women's Health